# North Island (circonscription britanno-colombienne)
Pour les articles homonymes, voir North Island.
Circonscription électorale provinciale du Canada
North Island est une circonscription provinciale de la Colombie-Britannique représentée à l'Assemblée législative de la Colombie-Britannique depuis 1979.

## Géographie
La circonscription représente le nord de l'île de Vancouver et une partie de la côte de la Colombie-Britannique

## Liste des députés
| Législature  | Années        | Député       | Député               | Parti         |
| North Island | North Island  | North Island | North Island         | North Island  |
| ------------ | ------------- | ------------ | -------------------- | ------------- |
| 32e          | 1979–1983     |              | Colin Gabelmann (en) | Néo-démocrate |
| 33e          | 1983–1986     |              | Colin Gabelmann (en) | Néo-démocrate |
| 34e          | 1986–1988     |              | Colin Gabelmann (en) | Néo-démocrate |
| 35e          | 1991–1996     |              | Colin Gabelmann (en) | Néo-démocrate |
| 36e          | 1996–2001     |              | Glenn Robertson (en) | Néo-démocrate |
| 37e          | 2001–2005     |              | Rod Visser (en)      | Libéral       |
| 38e          | 2005–2009     |              | Claire Trevena (en)  | Néo-démocrate |
| 39e          | 2009–2013     |              | Claire Trevena (en)  | Néo-démocrate |
| 40e          | 2013–2017     |              | Claire Trevena (en)  | Néo-démocrate |
| 41e          | 2017–2020     |              | Claire Trevena (en)  | Néo-démocrate |
| 42e          | 2020–2024     |              | Michele Babchuk (en) | Néo-démocrate |
| 43e          | 2024–en cours |              | Anna Kindy (en)      | Conservatrice |